# شاشكا (سيف)
الشاشكا أو ساشكوا (بالأديغية: сэшхуэ) (بالروسية: шашка) هو نوع من سيوف شمال القوقاز، وهو سيف خلفي ذو حد واحد، بيد واحدة، وبدون حراسة. يتم وضعه أحيانا بين تصانيف السيف المنحني عادةً والسيف المستقيم، وهو فعال في القطع والدفع.

## التاريخ
نشأت الشاشكا بين القبائل الجبلية في شمال القوقاز. تعود أقدم الصور لهذا السيف إلى أواخر القرن السابع عشر، على الرغم من أن معظم الشاشكا الموجودة لها مقابض يعود تاريخها إلى القرن التاسع عشر. يرجع أقدم مثال يمكن تسجيله إلى عام 1713. وفي وقت لاحق، اعتمد معظم القوزاق الروس والأوكرانيين هذا السلاح. يوجد نمطان من الشاشكا: الشاشكا القوقازية/الشركسية والشاشكا القوزاقية. في عام 1834، أنتجت الحكومة الروسية أول نمط شاشكا ذو طابع عسكري.
كانت شفرات الشاشكا غير الخاضعة للتنظيم من أصول متنوعة؛ تم تصنيع بعضها محليًا في القوقاز، والبعض الآخر في روسيا، وبعضها تم تصنيعه في ألمانيا، معظمها في زولينغن، وعرضت تقليدًا لعلامة "الذئب الجاري" في باساو.
كان شكل السيف الشركسي النموذجي (الأديغي) أطول من نوع السيف القوزاق؛ في الواقع، الكلمة الروسية شاشكا جاءت في الأصل من الكلمة الأديغية ( ساشكوا ) وتعني "السكين الطويل". ولقد حل محل جميع السيوف تدريجيًا في جميع وحدات سلاح الفرسان باستثناء بعض الفرسان خلال القرن التاسع عشر.
وفي ذاك الوقت، كان هناك ثلاثة أنواع من الشاشكا غير الخاضعة للتنظيم:
- النوع القوقازي، حيث يكاد يكون المقبض داخل الغمد. تم استخدام هذا النوع من قبل قوزاق كوبان وقبائل القوقاز. المشكلة الوحيدة في هذا النوع من الشاشكا هي أنه في المطر يمكن أن ينزل الماء إلى الغمد. كان هذا النوع من الشاشكا خفيفًا جدًا بوزن 300-400 جرام (0.66-0.88 رطل) ومرنًا وقويًا. أفضل وأشهر الشاشكا من هذه الأنواع كانت جوردا وفولشيك (رمز الذئب الجاري على النصل).
- شاشكا الدون القوزاق [الإنجليزية]، التي لها نصل أكثر استقامة. يبلغ وزن هذه الشاشكا حوالي كيلوغرام واحد (2.2 رطل).
- شاشكا تيريك القوزاق [الإنجليزية]؛ المقبض [الإنجليزية]، مثل شاشكا دون القوزاق، لا يدخل داخل الغمد. انها خفيفة جدا وقوية.

كان أول شاشكا عسكرية روسية منظمة رسميًا هو نمط عام 1834، والذي يُطلق عليه أيضًا "نيجيجورودكا". وأعقب ذلك نمط الشاشكا عام 1838. في عام 1881، تم تقديم نمطين: نمط "القوزاق"، والذي كان نموذجيًا لعدم وجود حارس، ونمط "التنين"، والذي كان يشبه إلى حد كبير السيف القياسي في وجود قوس نحاسي، وكان مشتقًا من سيف الفرسان 1841. ومع ذلك، كانت شفرات النوعين متطابقة بشكل أساسي.
استخدم مضيفو القوزاق [الإنجليزية] (ليسوا أفواجًا بدوام كامل) الشاشكات غير الخاضعة للتنظيم حتى عام 1904، عندما تلقوا نمط التنظيم الخاص بهم.
قدمت الحكومة السوفيتية نمط عام 1927، والذي كان مشابهًا جدًا لنمط القوزاق لعام 1881؛ استمر إنتاج هذا النمط حتى عام 1946. وكان آخر نمط من الشاشكا تم تقديمه هو أنماط عام 1940 لـ "أفراد قيادة الخط" والجنرالات - وكلاهما كان لديه أقواس مفاصل.

## الشكل

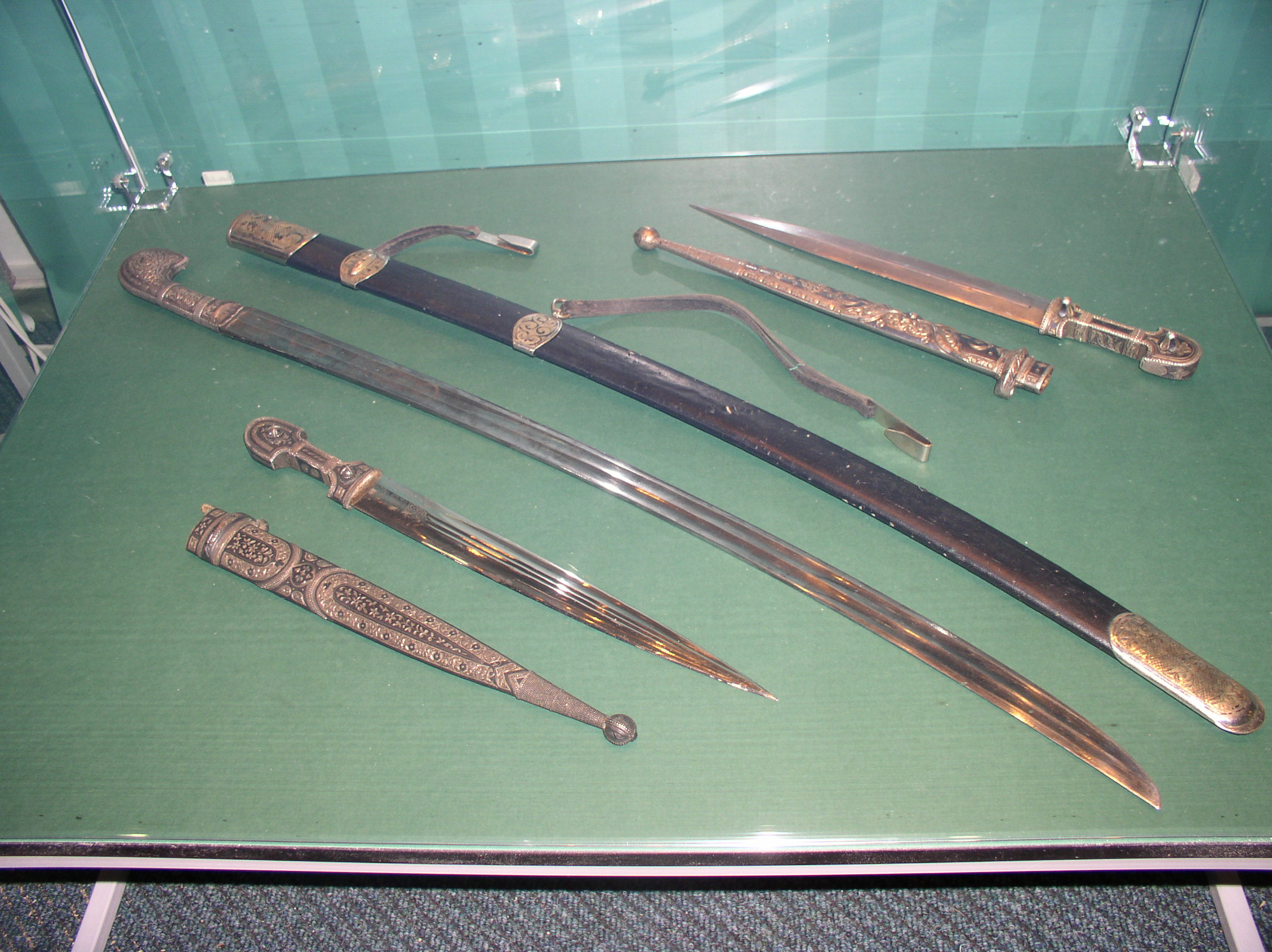
السيوف والخناجر في المتحف الوطني للتاريخ والثقافة في بيلاروسيا، بما في ذلك الشاشكا.

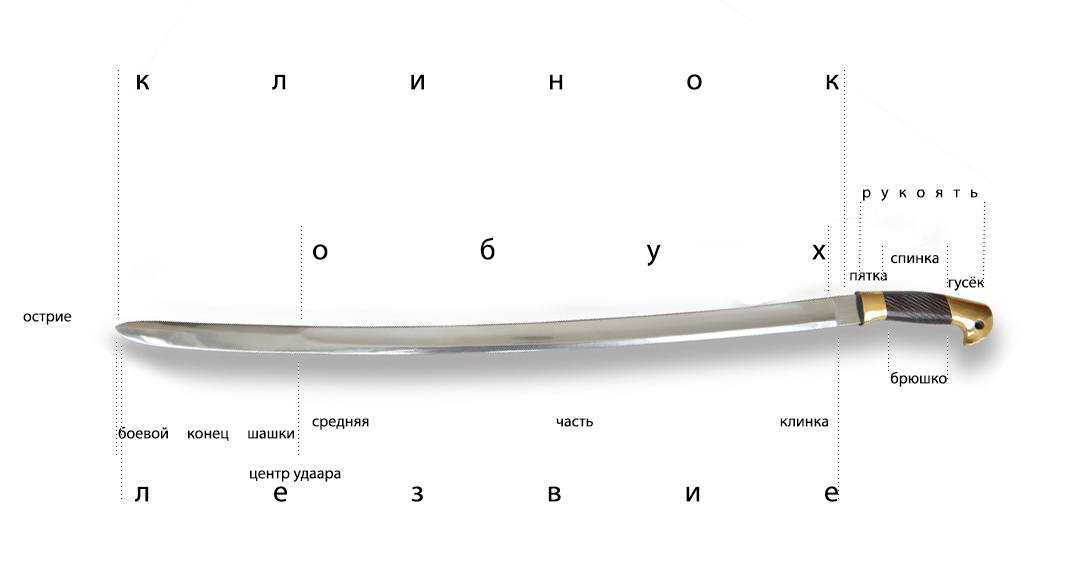
نموذج شاشكا "القوزاق" عام 1881

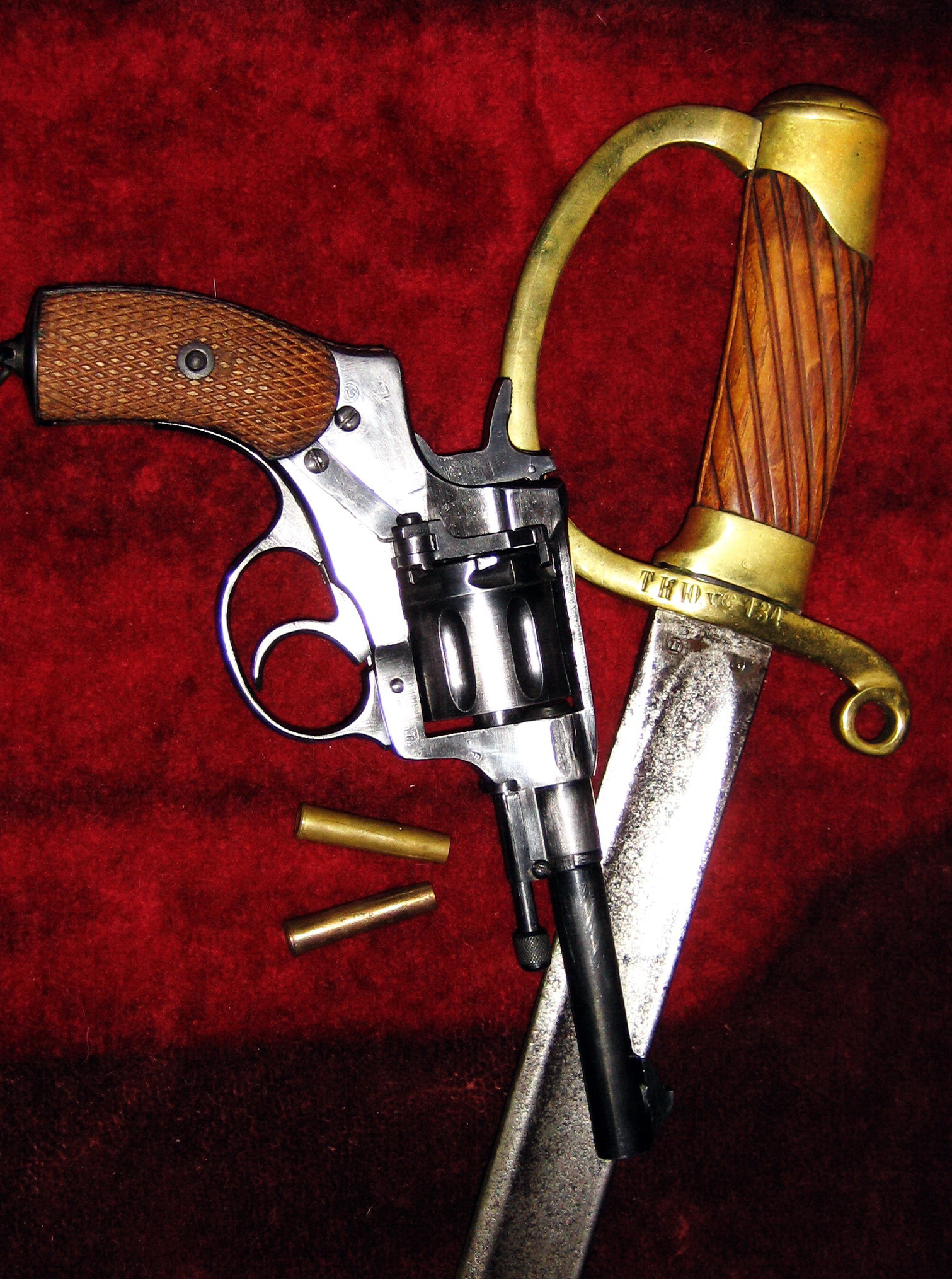
مقبض شاشكا "دراغون" من عام 1881 (ومسدس)

كان الشاشكا سيفًا قصيرًا نسبيًا، ويبلغ طوله الإجمالي عادةً 80 إلى 105 سم (31 إلى 41 بوصة).  كان لها نصل منحني قليلًا وممتلئ بحافة واحدة؛ غالبًا ما يتم شحذ الجزء الخلفي من الشفرة للثالث من الشفرة الأقرب إلى الطرف (حافة زائفة). كان طول النصل عادة من 65 إلى 80 سم (26 إلى 31 بوصة). لم يكن للمقبض أي حارس (باستثناء أنماط "شاشكا" التنين الروسي، التي كانت تحتوي على قوس ومفصل نحاسي، وحلق سيف تقليدي). كان الحلق على شكل خطاف ومقسم إلى "أذنين". هذه سمة موجودة في العديد من أسلحة مرتفعات غرب آسيا، بدءًا من يطقان التركي وحتى بيش كابز [الإنجليزية] الأفغاني. كان السيف يُلبس في غمد معلق بحافة أعلى. كان الشكل القوقازي للشاشكا يحتوي على غمد يحيط بمعظم المقبض، مع ما يزيد قليلاً عن الحلق المعقوف البارز.
غالبًا ما كانت الشاشكا البسيطة وغير الخاضعة للتنظيم تحتوي على مقابض من القرن، وكانت الأمثلة الأكثر زخرفةً ذات مقابض مغلفة بالفضة المطلية باللون النيلي ، مع حوامل غمد لتتناسب. كانت الشاشكا العسكرية الروسية أكثر بساطة، حيث تتكون المقابض عادةً من حلقة نحاسية وقبضة خشبية مضلعة وحلق نحاسي. على عكس الشاشكا التقليدية غير الخاضعة للتنظيم، تم ثقب حلق الشاشكا النمطية للحصول على عقدة سيف. تم تزيين الحلق بشارة إمبراطورية. بعد ثورة 1917، تم إيقاف هذا في كثير من الأحيان. الشاشكا التي تم تصنيعها في ظل النظام السوفييتي (نموذج 1927) كانت تحمل رموزًا شيوعية بدلاً من الرموز الإمبراطورية. غالبًا ما قامت نماذج الجنود اللاحقة بتعديل أثاث الغمد النحاسي ليصبح حربة لبندقية موسين ناجانت. نماذج الضباط، على الرغم من أنها ذات بناء مماثل، لم يكن بها حربة متصلة، وكانت مزينة بشكل أكبر بكثير. في العصر القيصري، كان للضباط حرية كبيرة في تزيين الشاسكات الخاصة بهم، وكان لدى بعضهم شفرات غير منظمة.
كان نمط الشاشكا لعام 1834 سلاحًا شائعًا، وعندما تم استبداله بنمط عام 1881، اشتكت العديد من الأفواج بصوت عالٍ لدرجة أنه تم إرجاع شاشكا الخاصة بهم من طراز 1834 إليهم. 
نمط 1838 - إحصائيات نموذجية لنمط السيف:
الطول الإجمالي: 1030 ملم (41 بوصة)
طول الشفرة: 875 ملم (34.4 بوصة)
عرض الشفرة: 36 ملم (1.4 بوصة)
انحناء الشفرة: 62-375 ملم (2.4-14.8 بوصة)
نقطة التوازن: 170-180 ملم (6.7-7.1 بوصة)
الوزن: 1.067 جرام (2.352 رطل)

## الاستخدام
لا يوجد سوى القليل من المعلومات المكتوبة المعاصرة حول كيفية استخدام سكان القوقاز للشاشكا. ومع ذلك، تشير الأدلة العسكرية الروسية الباقية إلى أنه على الرغم من عدم وجود حماية لليد، فقد بالسيف، تم استخدام الشاشكا العسكرية بنفس الطريقة التي استخدم بها سيوف أوروبا الغربية، مع قطعات وطعنات وحراس وتصديات متشابهة جدًا. على وجه الخصوص، لم يتم تعليم الجنود الروس كيف يطعنون بحركة واحدة.

### فهرس المراجع
المنشورات
بالإنجليزية
1. ↑  Rivkin, p. 21
2. ↑  Urazbakhtin, pp. 126, 131–134
3. ↑  Tarassuk and Blair, p. 420
4. 1 2  Urazbakhtin, p. 126
5. ↑  Urazbakhtin, pp. 135–137
6. ↑  Urazbakhtin, p. 141
7. ↑  Urazbakhtin, pp. 144–145
8. ↑  Urazbakhtin, pp. 126–135, 144
9. ↑  Urazbakhtin, p. 134
10. ↑  Urazbakhtin, p. 136
11. ↑  Urazbakhtin, pp. 146–168, summary p. 169

وب
بالإنجليزية
1. ↑  "The Deadly Shashka Sword Used by the Renowned Cossacks - Swordis" (بالإنجليزية الأمريكية). 27 Jan 2023. Archived from the original on 2023-12-20. Retrieved 2023-12-25.

### بيانات المراجع
- Kirill A. Rivkin (no date). "Scaling universality and quantitative analysis of historical edged weapons based on allometric equation", Seagate Technology.
- Leonid Tarassuk and Claude Blair (1982). The Complete Encyclopedia of Arms & Weapons. Simon and Schuster.
- Ruslan Urazbakhtin (2018). "Shashka in Late XIX–XX C: Outline of Russian Combat Techniques", Acta Periodica Duellatorum (vol. 6, issue 2), Matyas Miskolczi (ed.) ISSN 2064-0404. دُوِي:10.36950/apd-2018-010.